# Vence
Vence – miejscowość i gmina we Francji, w regionie Prowansja-Alpy-Lazurowe Wybrzeże, w departamencie Alpy Nadmorskie.
Według danych na rok 1990 gminę zamieszkiwało 15 330 osób, a gęstość zaludnienia wynosiła 391 osób/km² (wśród 963 gmin regionu Prowansja-Alpy-Lazurowe Wybrzeże Vence plasuje się na 46. miejscu pod względem liczby ludności, natomiast pod względem powierzchni na miejscu 214.).

## Historia
Pierwszy biskup Vence został odnotowany w 439 roku. W Vence w Villa Robermond 2 marca 1930 roku zmarł brytyjski pisarz D.H. Lawrence. W Vence, w wilii La Reve, w latach 1943–1949 mieszkał i tworzył Henri Matisse. W latach 1948–1951 sfinansował i wykonał wystrój kaplicy Różańcowej Chapelle du Rosarie przy klasztorze Dominikanek Notre Dame du Rosarie.
Od 1949 do 1966 w Vence mieszkał Marc Chagall.

## Gombrowicz w Vence
W Vence mieszkał podczas pięciu ostatnich lat swego życia polski pisarz Witold Gombrowicz. Gombrowicz i Rita Labrosse (od 28 grudnia 1968 – Rita Gombrowicz) zamieszkali najpierw (25 października 1964) w apartamencie na drugim piętrze willi „Alexandrine” przy Place du Grand-Jardin 36. Jednak z biegiem czasu schody uniemożliwiły choremu na astmę i po zawale serca pisarzowi wychodzenie na spacer, a o założeniu windy w secesyjnej „Alexandrine” nie mogło być mowy. Dlatego 28 marca 1969 roku Gombrowiczowie przenieśli się do rezydencji Val-Clair, przy drodze do Saint-Paul-de-Vence – niewielkiej, nowoczesnej kamienicy z windą, gdzie zajęli trzecie piętro. Tam też pisarz zmarł 25 lipca 1969 roku. Pochowany został na cmentarzu komunalnym Cimetière de Vence-Ville (trzeci taras od góry, pod murem po lewej stronie od wejścia – kwatera pomiędzy tabliczkami 1bis i 2bis).

## Zabytki
- Katedra z IV wieku n.e. ze starszymi fragmentami i z mozaiką Marca Chagalla z 1911 roku.
- rue des Portiques będąca pozostałaością drogi rzymskiej, która biegła do biskupiego miasta Cimiez (dzisiejszej dzielnicy Nicei)
- Zamek Villeneuve (le Château de Villeneuve) z muzeum sztuki
- Brama Peyra przebudowana w 1810 roku
- Kaplica Różańcowa (Chapelle du Rosaire) udekorowana w latach 1948–1951 przez Henri Matisse’a, przy ulicy 466 Avenue Henri Matisse
- Villa Alexandrine z Muzeum Gombrowicza[2]
- Wieża Saint-Lambert